# قصب السكر العفوي

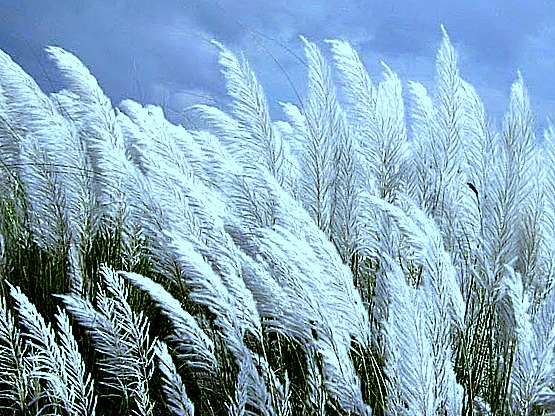

قصب السكر العفوي أو بوص أو حلفا (الاسم العلمي:Saccharum spontaneum) هو نوع من النباتات يتبع جنس قصب السكر من الفصيلة النجيلية.